# 鴕鳥俱樂部
鴕鳥俱樂部（日语：ダチョウ倶楽部）是日本的搞笑藝人二人組，反應藝人的代表之一，亦擅於人物模仿，以「YA——!!」、「我要起訴你！」等段子聞名。

## 成員
- 肥後克廣：擔任找碴角色（ツッコミ）和裝傻角色（ボケ），現任隊長
- 寺門義人：擔任說教角色

過往成員
- 南部寅太：擔任裝傻角色，第一任隊長，2024年1月20日離世
- 上島龍兵：擔任裝傻角色，2022年5月11日離世

## 經歷
鴕鳥俱樂部的起源在成員肥後克廣由商業設計師轉行，成為喜劇演員杉兵助的弟子，成為搞笑藝人，在道頓堀劇場活動。寺門義人和上島龍兵則是志願成為Theatre Echo的演員。在Theatre Echo的前輩渡邊正行的介紹下，他們互相認識。
3人以赤信號劇團的團員身份開始活動後，亦開始以多人小品組合「泡菜俱樂部」（キムチ倶楽部）的名稱活動。演員近藤芳正等人亦曾是泡菜俱樂部的成員。後來由於各種原因，所以改名為「鴕鳥俱樂部」，再加上南部寅太（現藝名：南部虎彈），組合正式成立。一開始的隊長是南部。因為1987年南部退出組合並另組「TOKYO SHOCK BOYS」，組合變為三人組。
雖然以前4人並沒有明確說明南部退出的理由，但最近開始說起理由。據上島所講，南部曾在夜深打電話給上島說『能（在表演中）喝彈珠嗎？』，由此可見退出的理由主要是想走的方向跟其他成員不同。
以下的只是傳聞。
- 南部曾要求成員做現在TOKYO SHOCK BOYS風格的表演，例如說「可以喝金魚嗎？」「想背着煙火」「想將小品中用的玩具糞便換成真貨」等，但3人都拒絕。
- 在節目《ひょうきん預備校（日语：ひょうきん予備校）》演出時，工作人員對南部說：「因為有趣，向前輩發怒吧」後，對大前輩ハナ肇（日语：ハナ肇）說了一句：「你真的不有趣啊」，ハナ肇就真的被激怒，結果南部要離開經紀公司。
- 南部在電視節目中向山本晉也（日语：山本晋也）說「山本導演一點都不像導演，為甚麼要叫你作導演？」後，被罵「認真的給我靜點」。之後只有南部的節目被降級，跟之後被強制退出鴕鳥俱樂部亦有關係。

另外，在2008年4月23日播映的《大人的自由時間・なぎら開寶計劃》（BS11）中，南部曾就這些傳聞作出說明。他說他對ハナ肇說：「ハナ先生是意外地認真的人啊」之後就被責罵了。他亦說山本晉也說了一句：「你知道我為何被稱為導演嗎？因為我強啊！」就把他拖出錄影廠。
南部退出後，經紀公司指示最年幼也是最高大的肥後擔任隊長（實際上寺門才是最年幼，比肥後小8個月）。因為南部既是組合中站最前的人，又是隊長，所以當時隸屬太田製作的搞笑藝人都不看好沒有南部的鴕鳥俱樂部。之後雖然經過多次在酒吧的現場表演，並成功在搞笑界第三世代的熱潮中紅起來，但是他們並沒有機會上節目演段子，只接到演小品的工作。其後在節目《彼得武的搞笑究極問答》中活用下述的獨特風格（反應技（リアクション芸）），才得以再次爆紅。最初組合中是由上島擔任找碴角色，但在笑福亭笑瓶的建議下，上島就換成裝傻角色了。
1993年10月，組合首次在黃金時段播映的節目擔任總主持，名為《王道綜藝節目 抓得OK！》。然而觀眾的抗議蜂擁而至，收視率沒有起色，半年後節目就被停止。以後在電視上的演出則多擔任輔助角色，而不當主要角色。另外，在台灣播映《抓得OK！》時，曾出現模仿鴕鳥俱樂部的男性三人組「アヒル倶楽部」，由兩個矮小跟一個肥胖的人組成。
1994年，在《24小時電視》，3人同時跑了「慈善馬拉松」。
1995年，在綜藝節目上島的環節「目標！大熱歌曲」中，以Club D的名義發行了一張CD。
2006年，組合固定節目於tv asahi ch.開始播映。節目分為「龍兵會」和「Nice Nature」兩部份，播映等原創環節。
雖然在2009年時3人共同演出的固定節目除了上述的，就只有在地方電視台播映的《パチンコ・パチスロ大冒険ジャンバリ〜黄金ホールに眠る秘宝〜》，但他們經常在東京核心局製作的綜藝特備節目中演出。
2022年5月11日，上島龍兵去世。他的死震驚了日本全國。而肥後克廣在一封追悼信中表示，鴕鳥俱樂部不會因上島的死去解散，並將繼續活動。
2024年1月20日，第一任領袖、前成員南部虎彈因中風在東京都內的醫院突然去世。

## 主要段子
鴕鳥俱樂部事前計劃好的協作段子相當多。這些段子因為已經進入傳統技（伝統芸）的領域（千篇一律的美學），所以並不能說是受歡迎與否。在反應技（アクション芸）方面，雖然看起來只像單純的反應很大，但其實充滿計算，例如「反應之際留意鏡頭」、「極限的狀況都時常確認安全，同時取得最低限度的利益才做」等。即使第一次看時會很沈悶的段子，他們來做的話也能令人覺得有趣。他們在《毒舌糾察隊》的反應藝人講座等有機會講述自己的技能（芸）時，會說明進行反應技之前鏡頭難以拍攝到的準備部份、反應技中的各樣技巧、三人隊形排位的交換穿插等等。
最近，當鴕鳥俱樂部將要表演以下段子時，（因為前奏很明顯）會因被其他藝人揭穿（例如：「要『接吻』吧？」）而做不下去。另外，以下段子亦被不少藝人模仿。
- 「我沒有聽過啊喂」（1993年流行語大賞大眾部門 銀賞）

- 「（上島）我絕對不會做的！／（肥後）你不做是吧？那由我來吧！／（寺門）不，由我來做！／（上島）……那麼我來做吧。／（肥後&寺門）有請有請有請！」[4]
  - 在要食熱關東煮等過於嚴苛的環節中，決定誰去做時用的段子，是在朝日電視台裏偶然誕生的。
  - 在決定誰去做倒轉笨豬跳等特技時，會跟「Ninety-Nine」的石塚英彦等人演這個段子。雖然在當時可以說是才有的段子，但在結束播映後，開始會跟其他搞笑藝人一起演。由於這個段子被公認為上島的代表作，所以只有上島在場時，其他藝人都會對他這樣做。
  - 偶爾會以「我才不是○○！」代替「我絕對不會做的！」（○○多為人名），然後因為過程相同而變得不自然，上島便會發怒說：「使用方法錯了！」。這是在跟鴕鳥俱樂部的成員以外的人一起做時常用的變體。
  - 因為這個段子難度不高，上島以外的搞笑藝人甚至偶像組合都會使用。這個段子亦曾將100個一般人卷進去一起實行。
  - 在2011年3月11日的東日本大震災，在網上等以不霸佔購買糧食和汽油等物資，並讓給受災者為宗旨的運動中採用了這個段子，並仿傚早前以「節省電力」為宗旨的新世紀福音戰士「Yashima作戰（ヤシマ作戦）」，稱之為「上島（Ueshima）作戰（ウエシマ作戦）」。

- 「我要起訴你！」
  - 上島發怒將帽子摔在地上，跟住手指指向別人時說的台詞。變體有（同義）。這個跟「我沒有聽過啊喂」一樣都是風靡一時的段子。另外，近年亦有發怒後將帽子取下之後戴上，之後再進行一次，以及不知為何會將段子拖得長，像捨不得做般等等的慣例。

- 「（肥後&寺門）電視電視！鏡頭在轉圈！／（三人）對不起，弄得亂七八糟」
  - 跟「我要起訴你！」等一起用的技。用這個就能將那時的場面完滿收結。有時上島會在肥後和寺門深入之前自己「對不起」就把場面完結。

- 「Kururinpa」[4]
  - （Kururi）是轉的意思。
  - 上島的技。上島一邊轉動剛才摔在地上的帽子，一邊將帽子戴上頭頂時說的台詞。跟「我要起訴你！」等一起用的技。不過被後輩洩露連本人都不明白要何時用這招。發展下去還有以相反方向轉帽子的「Pararinku」。

- 「（上島）不要推啊！不要推啊！絕對不要推啊！」[5]
  - 上島在入熱水浴時一定會說的句子。這句其實藏有暗號，「不要推啊」是準備中，「絕對不要推啊」則是準備好，可以推下去。第一次出現是在日本電視台《SUPER JOCKEY（日语：スーパージョッキー）》中的著名環節「熱湯廣告」，其中上島擔任「熱湯兄弟」的長子。
  - 根據上島所說，有時他會在說這句句子前偷偷向肥後和寺門伸出手指，伸出多少隻手指數目就是說多少次「不要推啊」才推下去，未必要等到「絕對不要推啊」。
  - 亦有肥後和寺門真的不把他推下去，過了一會後上島發怒說：「推下去啊！」的慣例。
  - 現在除了以上熱水浴的例子外，搞笑界中亦有「不要做」等同「做吧」的不明文規定。
  - 在被推下去之後，上島會裝作遇溺。其他人救出上島後，會以心肺復蘇的手法按其腹部，上島便會將預先含在口中的水跟着按的節奏噴出。然後他會突然醒來站起，向鏡頭隨便說一句短句，不知為何經常是「ハッピーターン（日语：ハッピーターン）」。

- 「YA——!!」[4]
  - 多用於出場時的喝采聲。喊這句時，雙手會向斜前方伸出，縮短一邊的手，跟另一隻錯開。

- （Mushumuramura）
  - 這句源於（Muramura suru），意為「不能壓下情慾」。
  - 眼前有身穿泳衣的美女時像懇求般喊出的台詞。原本關敬六（日语：関敬六）的段子。

- 「抓得OK！」
  - 雖然現在做了不太好的段子才會做說這句，但最初為了說這一句連前一個段子都會預備好。這句亦曾被用為鴕鳥俱樂部首個於黃金檔的節目的標題。這句是在笑福亭笑瓶（日语：笑福亭笑瓶）的發言中誕生的。）

- 「大家關係好好腋下（跟「和諧」同音）・Ai! Ai!」

- 「借錢給我！」

- （在被罵是笨蛋後，像是發怒般）「甚麼？笨蛋？」 （突然裝笨）「哈哈——，是笨蛋吧！!」
  - 這段子原本來自Wけんじ（日语：Wけんじ）。

- （Gomennachaichai-chinese）
  - 這句源於（Gomennasai，意為「對不起」）。

- 「STOPING!」

- 「這個○○（菜式名稱）不甜不辣，也不好吃」「不——是很難吃嗎喂！」

- 「太骯髒了對不起——啊」

- 「請不要剪走」
  - 節目中不斷表演段子時，由上個段子到下一個時就插這句話。由於這樣做會令剪接變得十分明顯，結果就連沈悶的段子都不能剪走，全部都可以在電視上播出。

- 「咦　在甚麼時候（穿上的）」[5]
  - 當為鴕鳥俱樂部準備了熱水浴等等的時候，他們會一邊刻意說些類似「若不事先告知我們會令我們很困擾啊」等的說話，一邊脫去衣服，最後發覺早已穿好泳褲（因為已事先穿好），便會說這一句。近年變得不會使用「我沒有聽過啊喂」，而多使用這個段子。

- 「向這樣的你將軍（Checkmate）！」
  - 這個段子還未明白要在何時使用，至今仍在摸索。

- 「上島龍兵，○○歲。沒有代表作」[6]

- 「Nice nature!」[5]
  - 來自寺門的綽號「Nature」。這是他稱讚人時用的詞語，相反則是「Bad nature」。

- （由上島做的「叔叔」）[6]

- 「想殺死我嗎！」
  - 這句的升級版是。

- 跳起[4]
  - 上島會因某些原因發怒，向地上踏一下，然後周圍的人就會像被踏地的衝擊震動到般，輕輕向上跳一下。最初做這個段子時只有周圍幾個人跳起，後來隨着跳起的人逐漸增加，有時連錄影廠內的工作人員都會跟着跳起。這個段子跟上述「有請有請有請」一樣都十分常用。

- 接吻[4]
  - 上島會跟其他成員或出川哲朗、カンニング竹山等藝人一對一吵架，兩人慢慢會越吵越激烈，越靠越近，近到幾乎能碰到面的距離。最後會不知為何會演變成嘴對嘴輕輕接吻，然後和解收場。

## 相关书籍
- 《靠着别人活下去》上岛龙兵 著，新星出版社（读库出版公司），ISBN 9787513343381

## 註腳
1. ↑  根據北野武在富士電視台《27小時電視》所講，起點至終點有2公里。

## 外部連結
- 太田プロダクション ダチョウ倶楽部公式プロフィール （页面存档备份，存于）
- FromD リアクション芸人就職情報（双葉社） （页面存档备份，存于）
- 上島竜兵論（日常刺激ジャーナル） （页面存档备份，存于）
- ダチョウ倶楽部 公式ブログ （页面存档备份，存于） - GREE
- 鴕鳥俱樂部的X（前Twitter）
- 鴕鳥俱樂部的Instagram帳戶